# Flydende Guld
Flydende Guld (originaltitel Flowing Gold) er en amerikansk stumfilm fra 1924 af Joseph De Grasse.

## Medvirkende
- Anna Q. Nilsson som Allegheny Briskow
- Milton Sills som Calvin Gray
- Alice Calhoun som  Barbara Parker
- Crauford Kent som Henry Nelson
- John Roche som Buddy Briskow
- Cissy Fitzgerald
- Josephine Crowell som Ma Briskow